# 確執
| ウィキペディアには「確執」という見出しの百科事典記事はありません（タイトルに「確執」を含むページの一覧/「確執」で始まるページの一覧）。 代わりにウィクショナリーのページ「確執」が役に立つかもしれません。 |